# Europäische Organisation der Islamischen Zentren
Die Europäische Organisation der Islamischen Zentren (frz. Organisation européenne des centres islamiques; OECI; engl. European Organization of Islamic Centers; EOIC) wurde 2015 im Genfer Vorort Onex gegründet. Mitgründer und Präsident der muslimischen Organisation ist Ziane Mehadjri, ein algerisch-schweizerischer islamischer Theologe der wahhabitischen Richtung, der langjährig als Imam an der Genfer Moschee  tätig war. Zweck dieser Organisation ist laut Eintrag beim kantonalen Handelregisteramt von Genf (Genève), die: 

„maintenance matérielle et logistique des centres islamiques en Europe; participation à la prise en charge de la location, de la construction et de la rénovation des centres islamiques en Europe, évolution du rôle des centres islamiques en Europe au sein de la société; prise en charge de la formation et du financement des prédicateurs et des imams des centres islamiques en Europe, mise en commun des perspectives et des projets visant à faire connaître l'islam et son prophète.  (dt. materielle und logistische Unterstützung (maintenance) von islamischen Zentren in Europa; Beteiligung an der Übernahme der Miete, dem Bau und der Renovierung von islamischen Zentren in Europa, die Rolle der islamischen Zentren in Europa innerhalb der Gesellschaft zu ändern; die Übernahme der Ausbildung und die Förderung von Predigern und Imamen an islamischen Zentren in Europa, gemeinschaftlich die Perspektiven und Projekte, die auf eine Bekanntmachung des Islams und seines Propheten abzielen, zu teilen.)“

 Ihre Mittel bestehen laut Eintrag aus: 

„dons, legs, parrainage, subventions publiques et privées, cotisations, produits des activités, toute autre ressource autorisée par la loi (dt. Schenkungen, Vermächtnisse, Sponsoring, öffentliche und private Zuschüsse, Beiträge, Aktivitätenprodukte, jede andere gesetzlich zugelassene Ressource)“

 Dem an der Universität Bern lehrenden Islamwissenschaftler Reinhard Schulze zufolge werde die Organisation deutlich von Saudi-Arabien unterstützt, zusammen mit dem OECI-Gründer Boualam Bella säße Ziane Mehadjri auch im Stiftungsrat der Al-Hikma-Moschee in Lausanne. Die Organisation habe Vertreter aus „14 europäischen Ländern“. Im Dezember 2016 fand in Den Haag in den Niederlanden eine von der Organisation veranstaltete Konferenz statt.